# لیلا ریورا
لیلا ریورا (انگلیسی: Layla Rivera؛ زاده ۲۴ سپتامبر ۱۹۸۳) بازیگر پورنوگرافی اهل ایالات متحده آمریکا است.

## نگارخانه

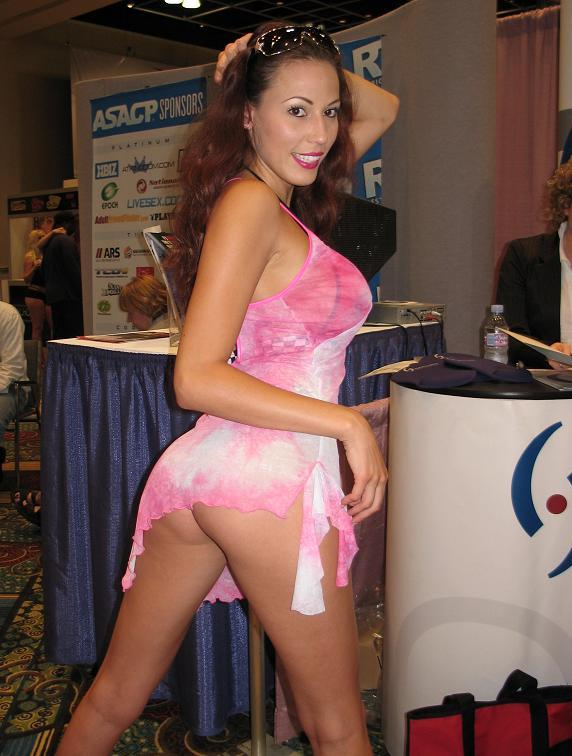
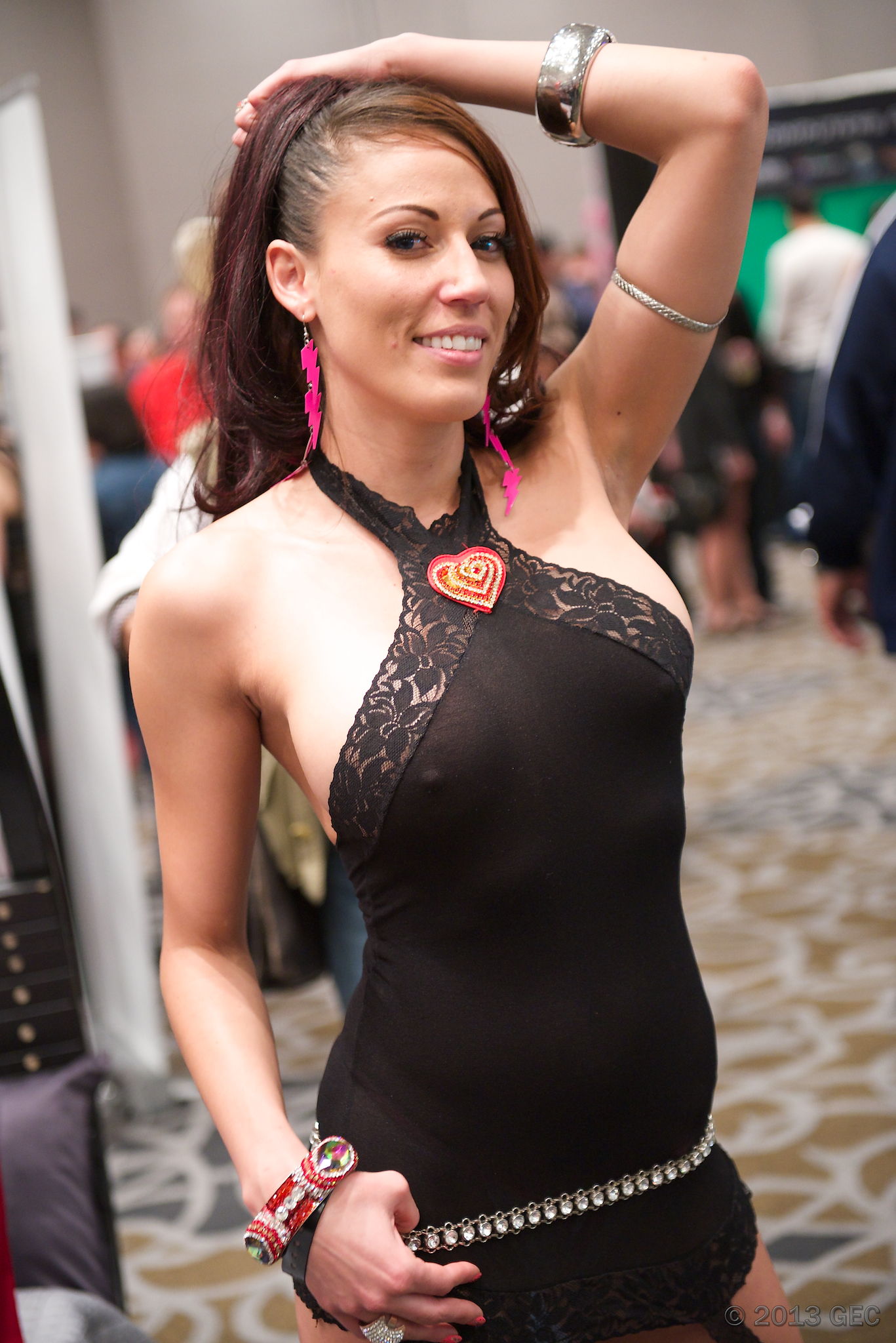
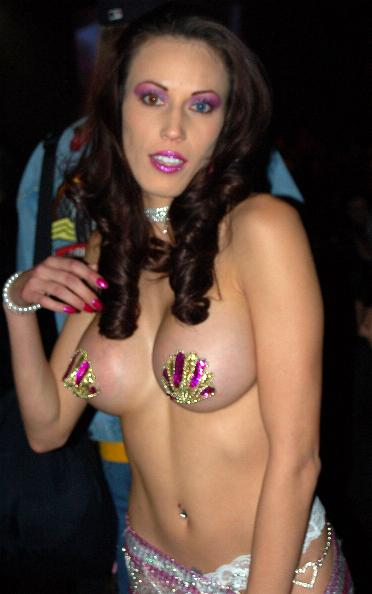
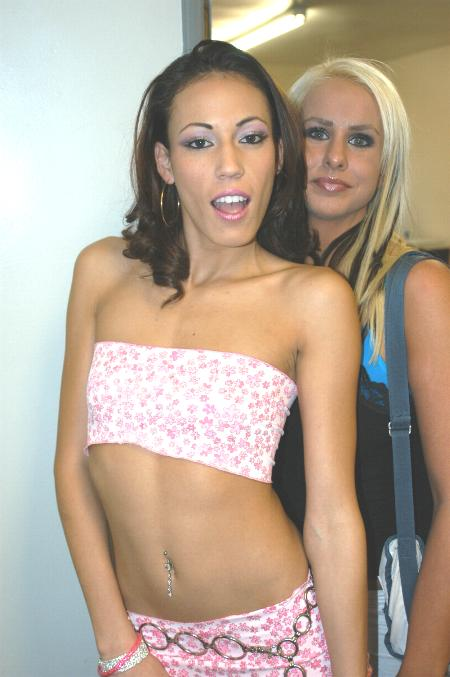
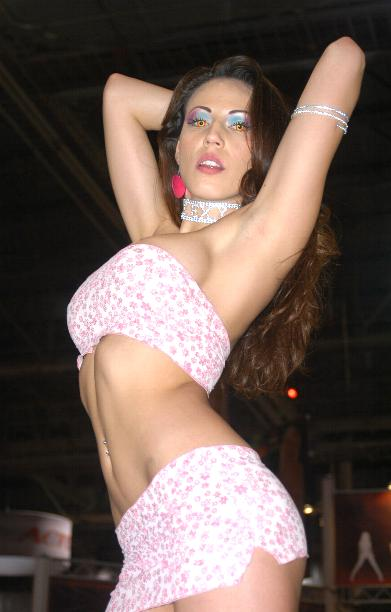
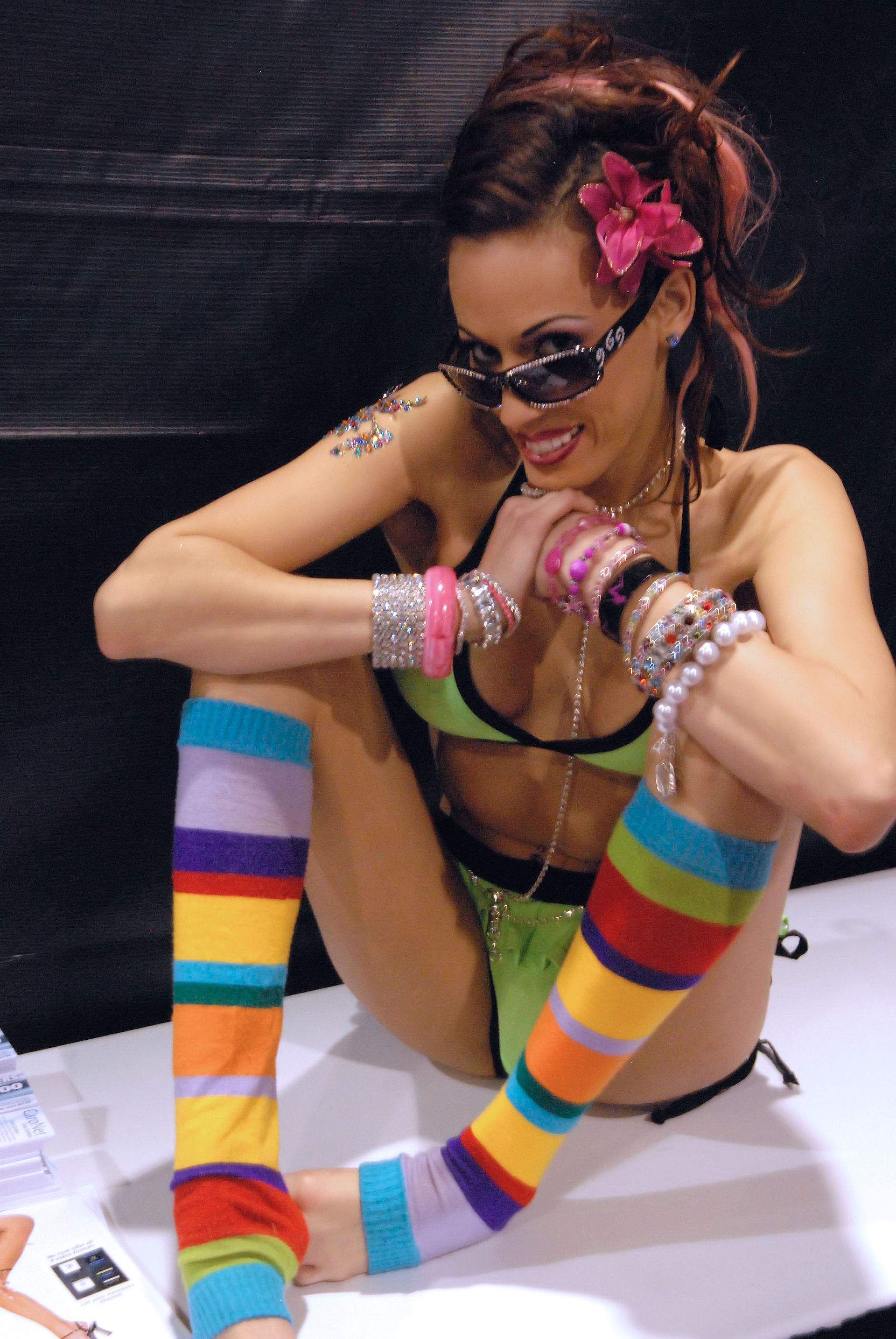
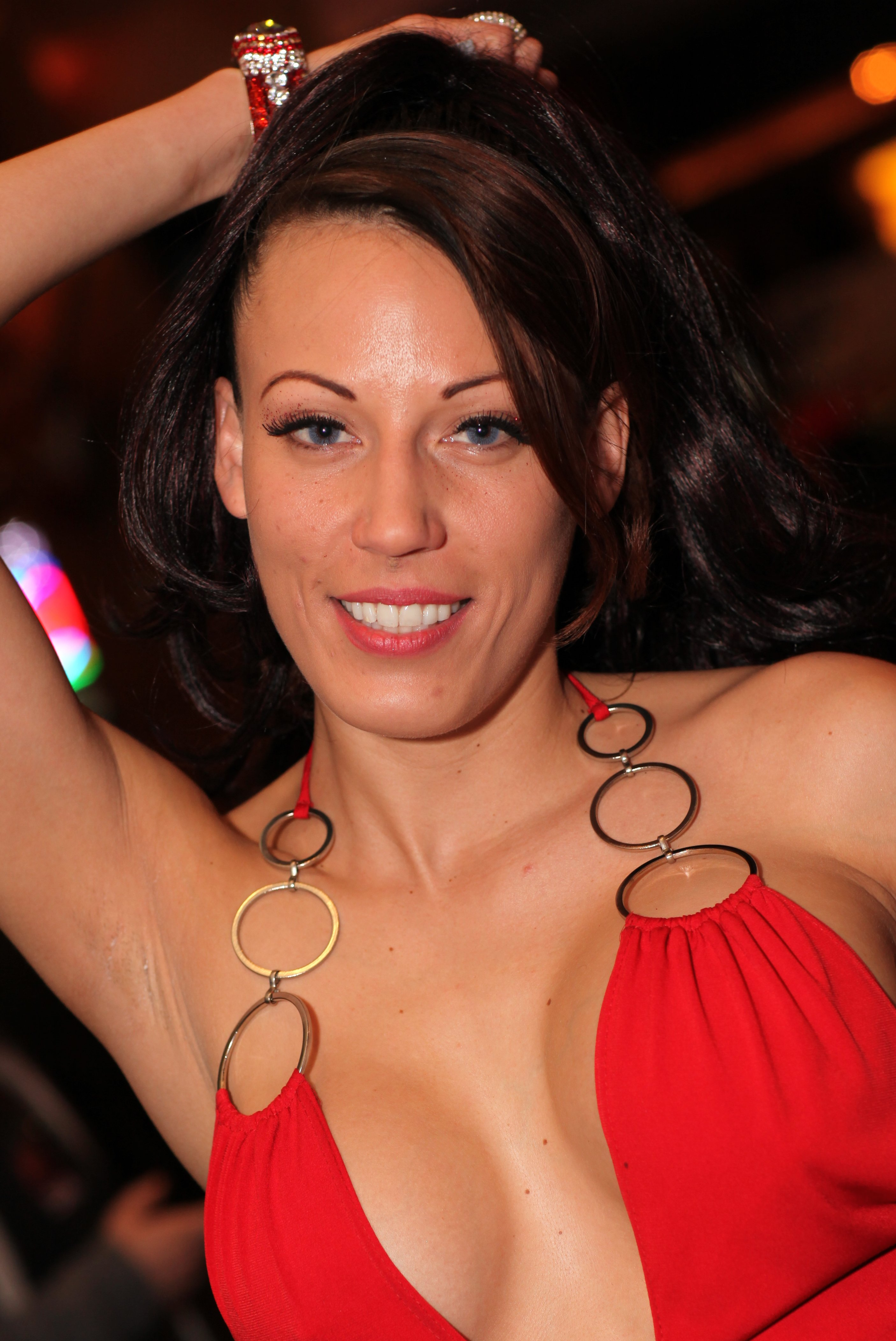